# Аустралија на Светском првенству у атлетици на отвореном 2019.
Аустралија је на 17. Светском првенству у атлетици на отвореном 2019. одржаном у Дохи од 27. септембра до 6. октобра учествовала седамнаести пут, односно учествовала је на свим првенствима до данас. Репрезентацију Аустралије представљала су 60 такмичара (25 мушкараца и 35 жене) у 33 атлетске дисциплине (16 мушких и 17 женских).,
На овом првенству Аустралија је освојила једну медаљу (златну). Овим успехом Аустралијска атлетска репрезентација је у укупном пласману освајача медаља делила 17. место.. Поред тога оборен је један континентални и један национални рекорд, два личана рекорда и постигнуто 9 најбољих личних резултата сезоне.
У табели успешности (према броју и пласману такмичара који су учествовали у финалним такмичењима (првих 8 такмичара)) Аустралија је са 3 учесника у финалу делила 29. место са 14 бодова.
| Плас. | Земља      | 1. место | 2. место | 3. место | 4. место | 5. место | 6. место | 7. место | 8. место | Бр. финал. | Бод. |
| ----- | ---------- | -------- | -------- | -------- | -------- | -------- | -------- | -------- | -------- | ---------- | ---- |
| =29.  | Аустралија | 1        | 0        | 0        | 0        | 0        | 2        | 0        | 0        | 3          | 14   |

## Учесници
| Мушкарци: - Роан Браунинг — 100 м - Стивен Соломон — 400 м, 4х400 м - Питер Бол — 800 м - Лук Метјуз — 800 м - Стјуарт Максвејн — 1.500 м, 5.000 м - Метју Рамсден — 1.500 м - Рајан Грегсон — 1.500 м - Морган Макдоналд — 5.000 м - Патрик Тјернан — 5.000 м - Џулијан Спенс — Маратон - Николас Хог — 110 м препоне - Бен Бакингхам — 3.000 м препреке - Алекс Бек — 4х400 м - Мари Гудвин — 4х400 м - Јан Хаплин — 4х400 м - Дејн Бирд-Смит — 20 км ходање - Ридиан Каули — 20 км ходање - Брендон Старц — Скок увис - Џоел Баден — Скок увис - Хенри Фрејн — Скок удаљ - Дарси Ропер — Скок удаљ - Хенри Смит — Скок удаљ - Метју Дени — Бацање диска - Седрик Дублер — Десетобој | Жене: - Бендере Обоја — 400 м, 4х400 м - Габријела О'Гради — 400 м - Морган Мичел — 800 м - Карли Томас — 800 м - Катриона Бисет — 800 м - Џорџија Грифит — 1.500 м - Линден Хол — 1.500 м - Џесика Хал — 1.500 м - Мелиса Данкан — 5.000 м - Ели Пашлеј — 10.000 м - Шинејд Дајвер — 10.000 м - Рошел Роџерс — Маратон - Мишел Џенеке — 100 м препоне - Бриана Беахан — 100 м препоне - Селест Мучи — 100 м препоне, 4х100 м - Лорен Боден — 400 м препоне, 4х400 м - Сара Карли — 400 м препоне, 4х400 м - Сара Клајн — 400 м препоне - Џеневив Леказе — 3.000 м препреке - Пејџ Кембел — 3.000 м препреке - Џорџија Винкуп — 3.000 м препреке - Мелиса Брин — 4х100 м - Нана Адома Овусу-Африје — 4х100 м - Меди Коатс — 4х100 м - Ели Бир — 4х400 м - Ребека Бенет — 4х400 м - Jemima Montag — 20 км ходање - Кејти Хејвард — 20 км ходање - Никола Макдермот — Скок увис - Алиша Бернет — Скок увис - Елизавета Парнова — Скок мотком - Брук Стратон — Скок удаљ - Келси-Ли Робертс — Бацање копља |

## Освајачи медаља (1)

### злато (1)
- Келси-Ли Робертс — Бацање копља

## Резултати

### Мушкарци
| Атлетичар                                       | Дисциплина       | Лични рекорд | Квалификације     | Квалификације     | Полуфинале            | Полуфинале            | Финале                | Финале       | Детаљи |
| Атлетичар                                       | Дисциплина       | Лични рекорд | Резултат          | Место             | Резултат              | Место                 | Резултат              | Место        | Детаљи |
| ----------------------------------------------- | ---------------- | ------------ | ----------------- | ----------------- | --------------------- | --------------------- | --------------------- | ------------ | ------ |
| Роан Браунинг                                   | 100 м            | 10,08        | 10,40             | 6. у гр. 2        | Није се квалификовао  | Није се квалификовао  | Није се квалификовао  | 40 / 65 (68) |        |
| Стивен Соломон                                  | 400 м            | 44,97        | 45,82 кв          | 4. у гр. 2        | 45,54                 | 4. у гр. 2            | Није се квалификовао  | 20 / 41 (42) |        |
| Питер Бол                                       | 800 м            | 1:44,56      | 1:46,92           | 5. у гр. 3        | Нису се квалификовали | Нису се квалификовали | Нису се квалификовали | 31 / 44 (49) |        |
| Лук Метјуз                                      | 800 м            | 1:45,16      | 1:50,16           | 7. у гр. 1        | Нису се квалификовали | Нису се квалификовали | Нису се квалификовали | 39 / 44 (49) |        |
| Рајан Грегсон                                   | 1.500 м          | 3:31,06 НР   | 3:38,69           | 11. у гр. 1       | Нису се квалификовали | Нису се квалификовали | Нису се квалификовали | 29 / 43 (45) |        |
| Метју Рамсден                                   | 1.500 м          | 3:35,85      | 3:47,59 кв        | 13. у гр. 2       | 3:37,16               | 8. у гр. 2            | Нису се квалификовали | 15 / 43 (45) |        |
| Стјуарт Максвејн                                | 1.500 м          | 3:31,81      | 3:36,88 кв        | 9. у гр. 3        | 3:37,95               | 10. у гр. 1           | Нису се квалификовали | 21 / 43 (45) |        |
| Стјуарт Максвејн                                | 5.000 м          | 13:05,23     | 13:20,58 КВ       | 4. у гр. 2        |                       |                       | 13:30,41              | 12 / 39 (42) |        |
| Морган Макдоналд                                | 5.000 м          | 13:15,83     | 13:26,80          | 8. у гр. 1        | Нису се квалификовали | 17 / 39 (42)          |                       |              |        |
| Патрик Тјернан                                  | 5.000 м          | 13:12,68     | 13:28,42          | 10. у гр. 1       | Нису се квалификовали | 20 / 39 (42)          |                       |              |        |
| Џулијан Спенс                                   | Маратон          | 2:14:42      |                   |                   |                       |                       | 2:19:40               | 39 / 55 (73) |        |
| Николас Хог                                     | 110 м препоне    | 13,38        | 13,60 (.592) кв   | 6. у гр. 1        | 13,61                 | 8. у гр. 3            | Нису се квалификовали | 21 / 36 (41) |        |
| Бен Бакингхам                                   | 3.000 м препреке | 8:27,51      | 8:42,86           | 14. у гр. 3       |                       |                       | Нису се квалификовали | 42 / 44 (46) |        |
| Стивен Соломон Алекс Бек Мари Гудвин Јан Хаплин | 4 х 400 м        | 2:59,70 НР   | 3:05,49           | 7. у гр. 1        | 14 / 15 (16)          |                       | Нису се квалификовали |              |        |
| Дејн Бирд-Смит                                  | 20 км ходање     | 1:19:28      |                   |                   |                       |                       | 1:32:11               | 15 / 58 (64) |        |
| Ридиан Каули                                    | 20 км ходање     | 1:20:19      | Није завршио трку | Није завршио трку |                       |                       |                       |              |        |
| Брендон Старц                                   | Скок увис        | 2,36 НР      | 2,29 кв           | 3. у гр. А        |                       |                       | 2,30 ЛРС              | 6 / 30 (31)  |        |
| Џоел Баден                                      | Скок увис        | 2,30         | 2,17              | 12. у гр. Б       | Нису се квалификовали | 25 / 30 (31)          |                       |              |        |
| Хенри Фрејн                                     | Скок удаљ        | 8,34         | 7,86              | 6. у гр. А        | Нису се квалификовали | 13 / 26 (27)          |                       |              |        |
| Дарси Ропер                                     | Скок удаљ        | 8,13         | 7,82              | 9. у гр. Б        | Нису се квалификовали | 15 / 26 (27)          |                       |              |        |
| Хенри Смит                                      | Скок удаљ        | 8,06         | 7,50              | 12. у гр. А       | Нису се квалификовали | 24 / 26 (27)          |                       |              |        |
| Метју Дени                                      | Бацање диска     | 65,37        | 65,08 кв          | 2. у гр. Б        | 65,43 ЛР              | 6 / 32                |                       |              |        |

#### Десетобој
| Дисциплина    | Седрик Дублер | Седрик Дублер | Седрик Дублер | Седрик Дублер | Седрик Дублер | Седрик Дублер |
| Дисциплина    | Лич. рек.     | Резултат      | Бод.          | Плас.         | Укупно        | Плас.         |
| ------------- | ------------- | ------------- | ------------- | ------------- | ------------- | ------------- |
| 100 м         | 10,63         | 10,75         | 917           | 6.            | 917           | 6.            |
| Скок удаљ     | 7,74          | 7,25          | 874           | 14.           | 1.791         | 9.            |
| Бацање кугле  | 13,01         | 12,43         | 633           | 22.           | 2.424         | 18.           |
| Скок увис     | 2,15          | 2,02          | 822           | 7.            | 3.246         | 15.           |
| 400 м         | 48,18         | 48,41         | 889           | 7.            | 4.135         | 14.           |
| 110 м препоне | 13,86         | 14,13         | 958           | 5.            | 5.093         | 10.           |
| Бацање диска  | 44,22         | 44,30 ЛР      | 752           | 15.           | 5.845         | 11.           |
| Скок мотком   | 5,20          | 4,70          | 819           | 15.           | 6.664         | 11.           |
| Бацање копља  | 56,37         | 59,04 ЛР      | 723           | 11.           | 7.387         | 11.           |
| 1500 м        | 4:29,69       | 4:34,75       | 714           | 4.            | 8.101         | 11.           |
| Десетобој     | 8.229         |               |               |               | 8.101         | 11 / 19 (24)  |

### Жене
| Атлетичарка                                                | Дисциплина       | Лични рекорд | Квалификације       | Квалификације      | Полуфинале            | Полуфинале            | Финале                | Финале       | Детаљи |
| Атлетичарка                                                | Дисциплина       | Лични рекорд | Резултат            | Место              | Резултат              | Место                 | Резултат              | Место        | Детаљи |
| ---------------------------------------------------------- | ---------------- | ------------ | ------------------- | ------------------ | --------------------- | --------------------- | --------------------- | ------------ | ------ |
| Бендере Обоја                                              | 400 м            | 51,94        | 51,21 (.203) КВ, ЛР | 3. у гр. 2         | 51,58 (.578)          | 3. у гр. 2            | Није се квалификовала | 13 / 47 (48) |        |
| Габријела О'Гради                                          | 400 м            | 51,87        | 54,99               | 8. у гр. 4         | Није се квалификовала | Није се квалификовала | Није се квалификовала | 43 / 47 (48) |        |
| Морган Мичел                                               | 800 м            | 2:00,06      | 2:02,13 КВ          | 3. у гр. 2         | 2:04,76               | 8. у гр. 3            | Није се квалификовала | 22 / 40 (41) |        |
| Карли Томас                                                | 800 м            | 2:01,01      | 2:04,65             | 5. у гр. 6         | Нису се квалификовале | Нису се квалификовале | Нису се квалификовале | 37 / 40 (41) |        |
| Катриона Бисет                                             | 800 м            | 1:58,78 НР   | 2:05,33             | 6. у гр. 3         | Нису се квалификовале | Нису се квалификовале | Нису се квалификовале | 39 / 40 (41) |        |
| Џорџија Грифит                                             | 1.500 м          | 4:04,17      | 4:07,73 кв          | 10. у гр. 1        | 4:17,15               | 10. у гр. 1           | Нису се квалификовале | 22 / 35      |        |
| Линден Хол                                                 | 1.500 м          | 4:00,86      | 4:08,12 кв          | 7. у гр. 3         | 4:06,39               | 10. у гр. 2           | Нису се квалификовале | 10 / 35      |        |
| Џесика Хал                                                 | 1.500 м          | 4:02,62      | 4:08,71 КВ          | 5. у гр. 2         | 4:01,80 ЛР            | 8. у гр. 2            | Нису се квалификовале | 8 / 35       |        |
| Мелиса Данкан                                              | 5.000 м          | 15:18,43     | 15:37,37            | 9. у гр. 2         |                       |                       | Нису се квалификовале | 20 / 26 (29) |        |
| Ели Пашлеј                                                 | 10.000 м         | 31:43,51     |                     |                    |                       |                       | 31:18,89 ЛР           | 13 / 20 (22) |        |
| Шинејд Дајвер                                              | 10.000 м         | 31:50,98     | 31:25,49 ЛР         | 14 / 20 (22)       |                       |                       |                       |              |        |
| Рошел Роџерс                                               | Маратон          | 2:34:45      | 3:05:12             | 35 / 40 (70)       |                       |                       |                       |              |        |
| Мишел Џенеке                                               | 100 м препоне    | 12,82        | 12,98 кв ЛРС        | 7. у гр. 5         | 13,09                 | 7. у гр. 1            | Нису се квалификовале | 19 / 36 (38) |        |
| Бриана Беахан                                              | 100 м препоне    | 13,02        | 13,14 (.133) КВ     | 4. у гр. 2         | 13,38                 | 7. у гр. 3            | Нису се квалификовале | 23 / 36 (38) |        |
| Селест Мучи                                                | 100 м препоне    | 12,82        | 13,11               | 6. у гр. 3         | Није се квалификовала | Није се квалификовала | Није се квалификовала | 21 / 36 (38) |        |
| Лорен Боден                                                | 400 м препоне    | 54,87        | 56,00 кв            | 5. у гр. 1         | 55,94'                | 8. у гр. 3            | Нису се квалификовале | 21 / 36 (39) |        |
| Сара Карли                                                 | 400 м препоне    | 55,67        | 56,37(.367) КВ      | 4. у гр. 5         | 55,43 ЛР              | 7. у гр. 2            | Нису се квалификовале | 16 / 36 (39) |        |
| Сара Клајн                                                 | 400 м препоне    | 56,07        | 56,97               | 7. у гр. 4         | Није се квалификовала | Није се квалификовала | Није се квалификовала | 29 / 36 (39) |        |
| Џеневив Грегсон                                            | 3.000 м препреке | 9:14,28 НР   | 9:27,74 кв          | 5. у гр. 1         |                       |                       | 9:23,84 ЛРС           | 10 / 40 (42) |        |
| Пејџ Кембел                                                | 3.000 м препреке | 9:45,77      | 9:44,80 ЛР          | 8. у гр. 2         | Нису се квалификовале | 27 / 40 (42)          |                       |              |        |
| Џорџија Винкуп                                             | 3.000 м препреке | 9:37,43      | 9:50,21             | 13. у гр. 3        | Нису се квалификовале | 36 / 40 (42)          |                       |              |        |
| Мелиса Брин Нана Адома Овусу-Африје Меди Коатс Селест Мучи | 4 х 100 м        | 42,99 НР     | Нису завршиле трку  | Нису завршиле трку | Нису се квалификовале | Нису се квалификовале |                       |              |        |
| Бендере Обоја Лорен Боден Ели Бир Ребека Бенет             | 4 х 400 м        | 3:23,81 НР   | 3:28,64 НРС         | 5. у гр. 1         | Нису се квалификовале | 10 / 15 (16)          |                       |              |        |
| Џемама Монтаг                                              | 20 км ходање     | 1:30:51      |                     |                    |                       |                       | 1:36:54               | 10 / 52 (61) |        |
| Кејти Хејвард                                              | 20 км ходање     | 1:29:25      | Дисквалификована    | Дисквалификована   |                       |                       |                       |              |        |
| Никола Макдермот                                           | Скок увис        | 1,96         | 1,89                | 6. у гр. Б         |                       |                       | Нису се квалификовале | 15 / 29 (30) |        |
| Алиша Бернет                                               | Скок увис        | 1,91         | 1,70                | 15. у гр. А        | 29 / 29 (30)          |                       | Нису се квалификовале |              |        |
| Елизавета Парнова                                          | Скок мотком      | 4,60         | 4,35                | 14. у гр. Б        | 28 / 31 (32)          |                       | Нису се квалификовале |              |        |
| Брук Стартон                                               | Скок удаљ        | 7,05 НР      | 6,58 кв             | 5. у гр. А         | 6,46                  | 10 / 30               |                       |              |        |
| Келси-Ли Робертс                                           | Бацање копља     | 67,70        | 63,70 кв            | 5. у гр. А         | 66,56                 |                       |                       |              |        |